# Шарипы Малые
Шари́пы Ма́лые (бел. Малы́я Шары́пы) — деревня в составе Ректянского сельсовета Горецкого района Могилёвской области Республики Беларусь.

## Население
- 1999 год — 80 человек
- 2010 год — 43 человека